# وسنا پوشیچ
وسنا پوسیچ (تلفظ در کرواتی: [ʋɛ̂sna pǔ:sitɕ]؛ زادهٔ ۲۵ مارس ۱۹۵۳) جامعه‌شناس و سیاستمدار اهل کرواسی است که به‌عنوان معاون اول نخست‌وزیر کرواسی و وزیر امور خارجه و اروپایی کرواسی در دولت زوران میلانوویچ از سیاست‌های چپ میانه خدمت کرده است. او دومین زنی بود که به‌عنوان وزیر امور خارجه کرواسی فعالیت کرد و پس از کولیندا گرابار-کیتاروویچ این سمت را بر عهده گرفت. پوسیچ به‌عنوان یکی از مدافعان برجستهٔ سوسیال لیبرالیسم، ادغام اروپا، ضدفاشیسم، برابری جنسیتی و حقوق ال‌جی‌بی‌تی در کشورهای گوناگون شناخته می‌شود.
پوسیچ که از اوایل دههٔ ۱۹۹۰ وارد سیاست شد، پنج دورهٔ متوالی به‌عنوان نماینده مجلس در پارلمان کرواسی انتخاب شد و در انتخابات پارلمانی کرواسی (۲۰۰۰), انتخابات پارلمانی کرواسی (۲۰۰۳), انتخابات پارلمانی کرواسی (۲۰۰۷), انتخابات پارلمانی کرواسی (۲۰۱۱), انتخابات پارلمانی کرواسی (۲۰۱۵) و انتخابات پارلمانی کرواسی (۲۰۱۶) شرکت داشت. او همچنین در انتخابات ریاست‌جمهوری کرواسی (۲۰۰۹–۲۰۱۰) نامزد شد و در میان دوازده نامزد، رتبهٔ پنجم را کسب کرد. در دورهٔ نمایندگی خود بین سال‌های ۲۰۰۸ تا ۲۰۱۱، ریاست کمیتهٔ پارلمانی برای پیگیری پیوستن کرواسی به اتحادیه اروپا را بر عهده داشت. او همچنین معاون رئیس حزب لیبرال دموکرات و اصلاح‌طلب اروپا (ELDR) بود.

## زندگی و تحصیلات ابتدایی
وسنا پوسیچ در ۲۵ مارس ۱۹۵۳ در زاگرب متولد شد. پدرش اوژن پوسیچ، حقوق‌دان و استاد دانشگاه، و مادرش ویشنیا (با نام خانوادگی آنجلینوویچ) پوسیچ، استاد زبان انگلیسی بود. او در سال ۱۹۷۱ از گیمنازیوم فارغ‌التحصیل شد و سپس در دانشکده علوم انسانی و اجتماعی دانشگاه زاگرب ثبت‌نام کرد و در سال ۱۹۷۶ مدرک خود را در جامعه‌شناسی و فلسفه دریافت کرد. در سال ۱۹۸۴، دکترای جامعه‌شناسی خود را از همان دانشکده دریافت کرد. موضوع پایان‌نامهٔ او «نقش تصمیم‌گیری جمعی در تحقق منافع کارگران» بود.

## حرفهٔ علمی
پس از فارغ‌التحصیلی، پوسیچ از ۱۹۷۵ تا ۱۹۷۹ به‌عنوان عضوی از گروه تحقیقات بین‌المللی به پژوهش دربارهٔ دموکراسی صنعتی در دوازده کشور اروپایی پرداخت. از ۱۹۷۶ تا ۱۹۷۸ پژوهشگر مؤسسه جامعه‌شناسی دانشگاه لیوبلیانا در اسلوونی بود. از سال ۱۹۷۸، در دانشکده علوم انسانی و اجتماعی دانشگاه زاگرب تدریس کرده و دروسی مانند نظریهٔ دموکراسی صنعتی و جامعه‌شناسی سیاسی را ارائه داده است. در سال ۱۹۷۸، یکی از هفت زنی بود که اولین سازمان فمینیستی در جمهوری فدرال سوسیالیستی یوگسلاوی به نام Žena i društvo (زن و جامعه) را بنیان نهاد که در آن زمان با انتقاد شدید مقامات مواجه شد. از ۱۹۹۲ تا ۱۹۹۴، رئیس دپارتمان جامعه‌شناسی دانشکده علوم انسانی و اجتماعی بود. از سال ۲۰۱۰، همچنان به‌طور رسمی به دانشگاه زاگرب وابسته است اما به دلیل فعالیت‌های سیاسی تدریس نمی‌کند.
پوسیچ در دانشگاه‌های مختلف از جمله دانشگاه شیکاگو، دانشگاه کرنل، دانشگاه امریکن، نیو اسکول، انستیتوی بین‌المللی مطالعات دموکراتیک، انستیتوی خدمات خارجی، دانشگاه جرج‌تاون، مرکز بین‌المللی دانشوران وودرو ویلسون و مدرسه مدیریت اسلون ام‌آی‌تی تدریس کرده است.

## دوران سیاسی
وسنا پوشیچ یکی از ۲۸ عضو بنیان‌گذار حزب مردم کرواسی - دموکرات‌های لیبرال (HNS-LD) در سال ۱۹۹۰ بود که پس از شرکت در ائتلاف تفاهم مردم تأسیس شد. او در سال ۱۹۹۲ از سیاست حزبی کناره‌گیری کرد اما در سال ۱۹۹۷ مجدداً به همان حزب پیوست و بعداً بین سال‌های ۲۰۰۰ تا ۲۰۰۸ و دوباره از سال ۲۰۱۳ رئیس این حزب شد. او برای اولین بار در انتخابات پارلمانی کرواسی (۲۰۰۰) به پارلمان کرواسی راه یافت و در انتخابات پارلمانی کرواسی (۲۰۰۳), انتخابات پارلمانی کرواسی (۲۰۰۷), انتخابات پارلمانی کرواسی (۲۰۱۱) و انتخابات پارلمانی کرواسی (۲۰۱۵) مجدداً انتخاب شد.
در سال ۱۹۹۲، پوشیچ هم‌بنیان‌گذار و مدیر Erasmus Guild، یک اندیشکده غیردولتی و غیرحزبی برای فرهنگ دموکراسی بود و هم‌زمان به عنوان ناشر و سردبیر نشریه Erasmus فعالیت می‌کرد که به‌طور خاص بر مسائل مختلف گذار در کرواسی، کشورهای جمهوری فدرال سوسیالیستی یوگسلاوی و اروپای شرقی تمرکز داشت. Erasmus Guild در سال ۱۹۹۸ فعالیت خود را متوقف کرد.

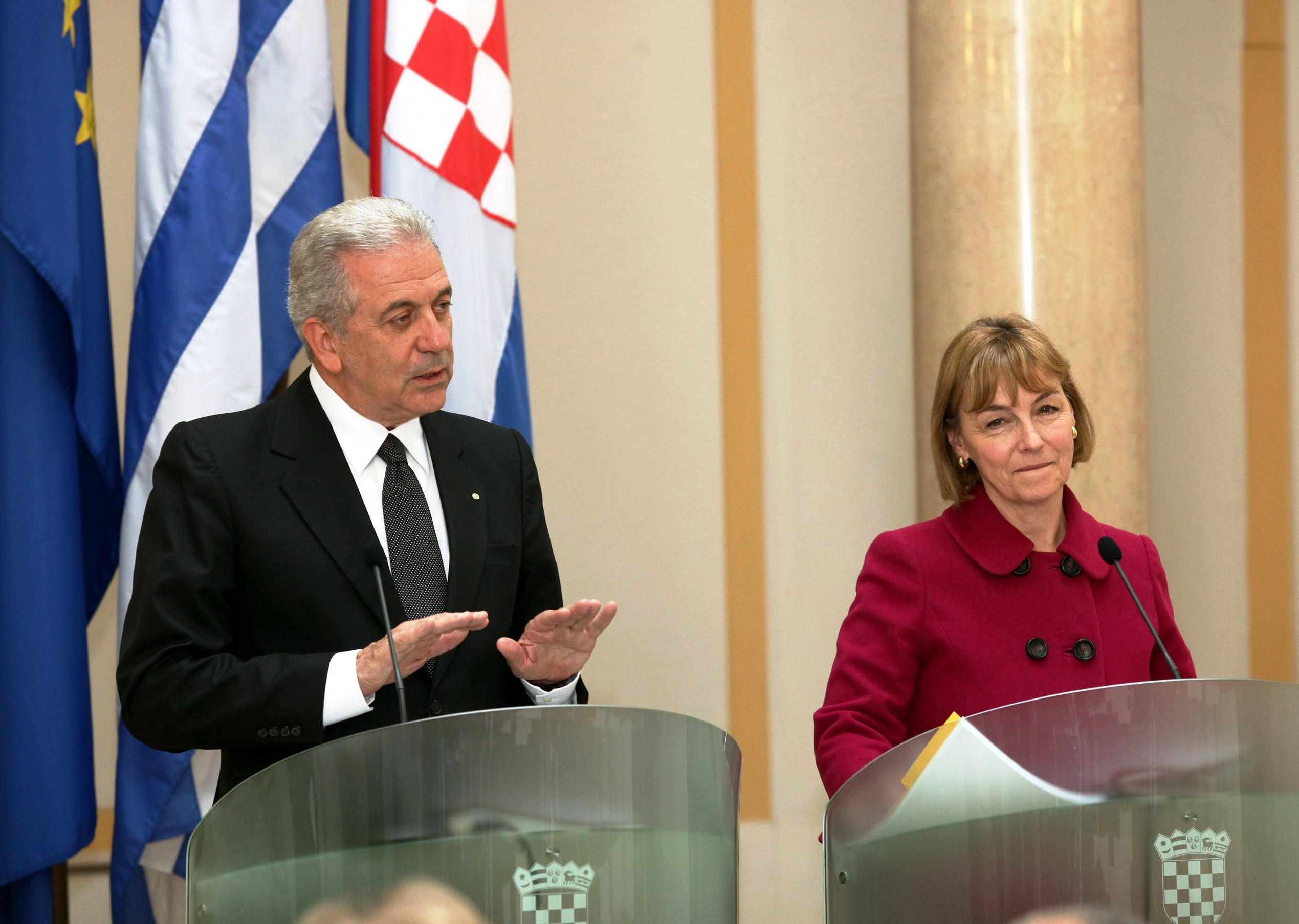
وزیر امور خارجه یونان دیمیتریس آوراموپولوس و وزیر امور خارجه کرواسی وسنا پوشیچ در زاگرب، آوریل ۲۰۱۳

در سال‌های ۲۰۰۵ و ۲۰۰۸، او به عنوان رئیس کمیته ملی مذاکرات اتحادیه اروپا منصوب شد، نهادی که بر روند مذاکرات الحاق نظارت دارد و متشکل از اعضای پارلمان، نمایندگان رئیس‌جمهور، جامعه دانشگاهی، کارفرمایان و نمایندگان اتحادیه‌ها است. در سال‌های ۲۰۰۶ و ۲۰۰۸، او به عنوان معاون حزب لیبرال دموکرات و اصلاح‌طلب اروپا (ELDR) انتخاب شد. در سال ۲۰۰۸، او اولین رئیس شبکه لیبرال اروپای جنوب شرقی شد.
در انتخابات ریاست‌جمهوری کرواسی (۲۰۱۰-۲۰۰۹), پوشیچ نامزد حزب HNS-LD بود. او در دور نخست ۷٫۲۵٪ آرا را کسب کرد و در میان دوازده نامزد، در جایگاه پنجم قرار گرفت و از دور دوم حذف شد.
پس از پیروزی ائتلاف کوکوریکو در انتخابات پارلمانی کرواسی (۲۰۱۱), پوشیچ به عنوان وزیر امور خارجه و اروپایی کرواسی در کابینه زوران میلانوویچ که از سیاست‌های چپ میانه پیروی می‌کرد، فعالیت کرد. پس از اخراج رادیمیر چاچیچ از حزب مردم کرواسی - دموکرات‌های لیبرال در ۲۳ مارس ۲۰۱۳ به دلیل تلاش‌هایش برای بی‌ثبات کردن حزب، پوشیچ مجدداً به عنوان رئیس حزب انتخاب شد.
پوشیچ در انتخابات پارلمانی کرواسی (۲۰۱۵) دوباره به پارلمان راه یافت و از ۳ فوریه ۲۰۱۶ تا ۱۴ اکتبر ۲۰۱۶ به عنوان معاون رئیس پارلمان کرواسی فعالیت کرد.
او در انتخابات پارلمانی کرواسی (۲۰۱۶) نیز دوباره انتخاب شد. پس از تصمیم حزب HNS برای ائتلاف با اتحاد دموکراتیک کرواسی، پوشیچ از حزب کناره‌گیری کرد و به همراه سه نماینده دیگر، ائتلاف لیبرال مدنی را که حزبی سوسیال لیبرالیسم و پیرو سیاست‌های چپ میانه بود، تأسیس کرد. او تا انتخابات پارلمانی کرواسی (۲۰۲۰) به عنوان نماینده پارلمان باقی ماند و سپس تصمیم گرفت از سیاست کناره‌گیری کرده و در انتخابات مجدد شرکت نکند.